# Helena Radlińska

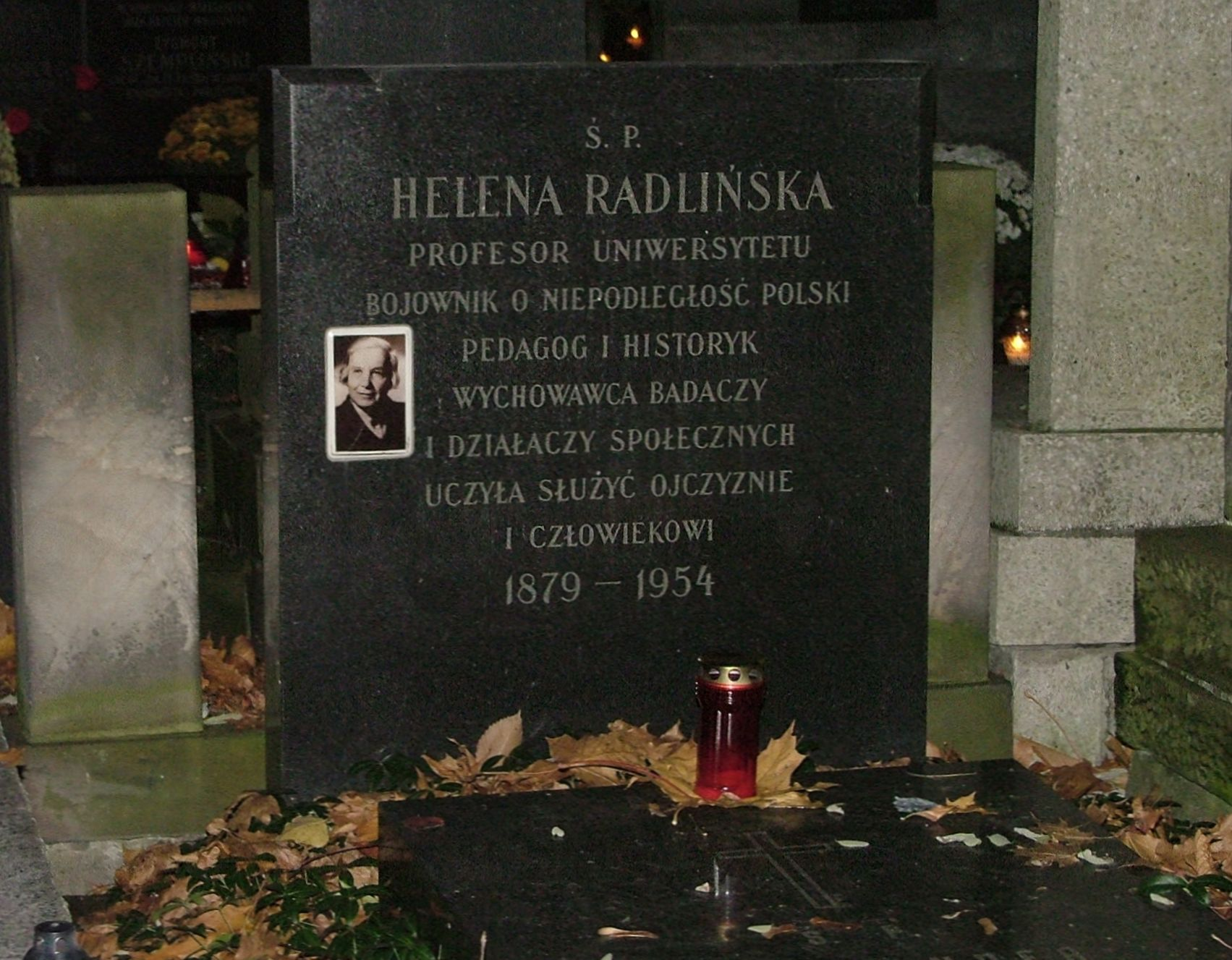
Grób Heleny Radlińskiej na cmentarzu Stare Powązki

Helena Radlińska z domu Rajchman (ur. 2 maja 1879 w Warszawie, zm. 10 października 1954 w Łodzi) – polska pedagog, twórczyni pedagogiki społecznej w Polsce. Publikowała pod pseudonimami: Helena Orsza, Jerzy Strumiński, Warszawianin. Zajmowała się także historią oświaty, problematyką czytelnictwa, bibliotekarstwa i książki. Dwie daty w jej działalności naukowej wyznaczyły początek i rozwój tej dziedziny nauki:
- 1908 r. referat Z zagadnień pedagogiki społecznej,
- 1925 r. powstanie Studium Pracy Społeczno-Oświatowej w Wolnej Wszechnicy Polskiej w Warszawie.

Bliskie jej sercu było wychowanie, które traktowała jako klucz do budowania lepszej przyszłości, lepszego jutra. Była osobą bardzo zaangażowaną w działalność niepodległościową i społeczno-oświatową. Jej szczegółową biografię napisał m.in. Wiesław Theiss (książka pt. Radlińska, „Żak”, Warszawa 1997; ISBN 83-86770-53-8).

## Życiorys
Pochodziła z żydowskiej rodziny Rajchmanów, należącej do warszawskiej elity. Ojciec, Aleksander Rajchman, współzałożyciel i pierwszy dyrektor Filharmonii Narodowej, dodatkowo zajmował się wydawaniem pisma: „Echo Muzyczne, Teatralne i Artystyczne”, matka, Melania z Hirszfeldów, zajmowała się publicystyką, sama zaś była pisarką. Rodzice byli zaangażowani w działalność artystyczno-społeczną. Rajchmanowie mieli troje dzieci Helenę (1879–1954), Ludwika (1880–1965) i Aleksandra Michała (1890–1940). Cała trójka odniosła sukces zawodowy. Helena na gruncie pedagogiki społecznej, Ludwik na gruncie medycyny (był lekarzem bakteriologiem i prezesem Światowej Rady Zarządzającej UNICEF), Aleksander zaś realizował się jako matematyk.
Ukończyła szkołę średnią Henryki Czarnockiej w 1895 roku. W 1897 zdała egzamin państwowy, uprawniający do nauczania w szkołach prywatnych.
Radlińska już od początku przebywała wśród osób światłych, patriotów działających na szeroką skalę dla kraju; okazją były niedzielne spotkania w domu rodzinnym, w których uczestniczyli m.in.: Henryk Sienkiewicz, Maria Konopnicka, Ignacy Jan Paderewski, Eliza Orzeszkowa. Kontakt nawiązała także m.in. z S. Żeromskim, W. Reymontem, J. Łuszczewską. Jej osobowość kształtowały takie instytucje oświatowe jak:
- Czytelnia Pism Naukowych
- Uniwersytet Latający
- Koło Oświaty Robotniczej
- Towarzystwo Tajnego Nauczania.

10 czerwca 1902 r. wyszła za mąż za Zygmunta Radlińskiego, przyszłego profesora chirurgii na Uniwersytecie Warszawskim. Mąż za swą działalność w PPS został zesłany na Syberię, Helena dobrowolnie mu towarzyszyła.
W latach 1913–1917 Helena Radlińska współpracowała z Centralnym Biurem Szkolnym, Polskim Związkiem Ludowym, Związkiem Chłopskim, Polskim Stronnictwem Ludowym – Wyzwolenie. Była związana z obozem Józefa Piłsudskiego, Departamentem Wojskowym NKN, Polską Organizacją Wojskową, w których pełniła odpowiedzialne funkcje, była członkiem Naczelnego Komitetu Narodowego. W momencie odzyskania niepodległości zakończyła służbę ze stopniem porucznika.
W roku 1918 pracowała w Ministerstwie Wyznań Religijnych i Oświecenia Publicznego, a następnie współorganizowała Instytut Oświaty i Kultury im. Stanisława Staszica. W czasie wojny polsko-bolszewickiej była oficerem oświatowym do spraw walki z analfabetyzmem.
W latach 1922–1939 prowadziła działalność dydaktyczno-oświatową i naukową w Wolnej Wszechnicy Polskiej. Stanęła na czele Wszechnicy warszawskiej, w której przygotowywała pracowników socjalnych oraz kierowała badaniami naukowymi (badania empiryczne środowiska człowieka: czas wolny, bezrobocie, patologie, świetlice, kluby itp.). Efektem badań empirycznych były pierwsze dzieła H. Radlińskiej: Wstęp do pedagogiki społecznej, Stosunek wychowawczy do środowiska społecznego, Społeczne przyczyny powodzeń i niepowodzeń szkolnych, Książka wśród ludzi. W WWP wykładała podstawy pedagogiczne i społeczne pracy oświatowej.
II wojna światowa przerwała jej pracę naukową. Podczas okupacji prowadziła tajne nauczanie. Po wojnie związała się z Uniwersytetem Łódzkim.
Została pochowana na cmentarzu Stare Powązki w Warszawie (kwatera 49-6-25).

## Cztery okresy twórczości Heleny Radlińskiej
Zgłębiając wiedzę na temat twórczości naukowej, a także działalności dydaktycznej omawianej persony można wskazać na cztery okresy jej aktywności.
I okres warszawski (1897–1905)
W tym okresie Radlińska skupiła się na ukazywaniu dziejów kraju, najważniejszych osiągnięciach kultury i przybliżając w swoich publikacjach sylwetki wielkich i zasłużonych Polaków, mając na celu kształtowanie tożsamości narodowej. Do tych prac należą: broszura Kto to był Mickiewicz z 1897, O naszych pierwszych książkach, dawnych szkołach i uniwersytecie krakowskim z 1901, Pogadanki historyczne z 1905, Rozwój społeczny Polski z 1911. Na gruncie tych prac powstały takie wydawnictwa metodyczne jak: Z metodyki nauczania historii w szkole (1913), Nauka rzeczy ojczystych (1914). Na łamach czasopisma „Książka” w latach 1901–1902 Radlińska krytykowała wydawnictwa dla dzieci.
II okres krakowski (1906–1917)
Podobnie jak wcześniej mieści się tu piśmiennictwo pełne apelów do zagorzałej walki o niezależną, wolną od nacisku oświatę i wezwań do czynu narodowowyzwoleńczego, zmierzającego do stworzenia życia społeczno-kulturalnego niepodległego kraju. Praca oświatowa, jej zadania, metody, organizacja wydana w 1913 była pierwszym w kraju podręcznikiem prezentującym dzieje, tradycję, teorię oraz metodykę pracy społeczno-oświatowej. H. Radlińska m.in. wraz z z Zofią Daszyńską-Golińską, Jadwigą Dziubińską, Ludwikiem Krzywickim, Władysławą Weychert–Szymanowską stworzyła profesjonalny podręcznik oświaty pozaszkolnej.
III okres – drugi okres warszawski
Jest to okres najdłuższy, bo trwający 26 lat, a jednocześnie najbardziej owocny, w którym powstawały prace naukowe Radlińskiej. Europejskie gremia naukowe, udział w polskich towarzystwach ogólnokrajowych i regionalnych, badania historyczno-teoretyczne, problemy pracy oświatowej, tematyka pracy socjalnej, także badania empiryczne oraz projekty rozwiązań praktycznych – to dość liczne obszary, którymi z wielką skrupulatnością się zajmowała, zaś centralną kategorią tej aktywności była teoria i praktyka pedagogiki społecznej.
IV okres – okres łódzki (9 lat)
W powojennej Łodzi (zob. historia Uniwersytetu Łódzkiego) Helena Radlińska kontynuowała realizację przerwanego przez wojnę programu badań naukowych, zwracając uwagę na szczególne zagadnienie, jakim była problematyka sieroctwa wojennego. U Heleny Radlińskiej pracowała Olga Stande-Armatys.

## Wpływ Heleny Radlińskiej na pedagogikę społeczną
Przedmiotem pedagogiki społecznej jest, według Radlińskiej, wzajemne oddziaływanie wpływów środowiska i przekształcających środowisko sił jednostek. Ponieważ ujemne wpływy środowiska na psychikę dziecka krępują rozwój jego sił wewnętrznych i są przyczyną zahamowań i niepowodzeń życiowych, przeto kompensacja tych wpływów stanowi podstawowe zagadnienie pedagogiki społecznej.
Jako metodologia badań środowiska zajmuje się owa pedagogika rozpoznawaniem czynników utrudniających rozwój dziecka oraz środków pomagających w ich przezwyciężaniu. Środkami tymi są siły duchowe w środowisku; zadaniem wychowania szkolnego jest siły te odnaleźć i dostosować do właściwości i potrzeb indywidualnych osobnika. Wpływ wychowawczy różnych czynników społecznych jest silniejszy niż działanie szkoły i dlatego szkoła musi skoordynować swoją pracę wychowawczą z działalnością instytucji i zrzeszeń społecznych, musi nawiązać do bezpośrednich zagadnień czerpanych z życia, aby równocześnie przyczynić się do przetworzenia środowiska i zbudowania nowych form życia.
Ukazując konieczność uruchomienia i spożytkowania wszystkich sił społecznych, przywiązuje Radlińska duże znaczenie do oświaty pozaszkolnej, pomocy kulturalnej i wszelkiej w ogóle służby społecznej. Określanie przyczyn badanego stanu w przypadkach wymagających pomocy społecznej oraz odnajdywanie sił, które można uruchomić, czynników, którymi można się posłużyć w celu przeciwważenia braków, zadośćuczynienia niezaspokojonym potrzebom, zapobieżenia grożącym niebezpieczeństwom – oto, w czym widzi Radlińska istotę służby społecznej, wiążącej z sobą pedagogikę i politykę społeczną.
Stając po stronie klasy robotniczej, zmuszonej prowadzić walkę o swoje wyzwolenie spod uścisku społecznego, i upatrując w każdej jednostce ludzkiej wartość swoistą stara się przez całe swe życie otoczyć opieką wychowawczą szczególnie zaniedbanych i upośledzonych. Radlińska odrzuca przesądy arystokratyzmu kulturalnego i pragnie, aby wszyscy na równi korzystali z dóbr wartościowych środowiska przedmiotowego, Spokojna o jutro myśl proletariusza i jasna lampa w chacie chłopskiej są tak samo koniecznymi warunkami wychowania narodowego, jak nędza, troska i ciemnota, przytłaczające masy ludowe – przeszkodami, przeszkodami, które rozbija się praca oświatowa. W ogóle wymaga ona, aby wychowanie dawało jednostce znajdowanie swego „ja” i ukazywało „ja” innych, aby rozbudzało poczucie całości i odpowiedzialności, łagodziło nieuniknioną walkę uwydatnianiem wartości wspólnych i wdrażaniem do lokalnej oceny „innych”.
Jak wychowanie umysłowe nie może poprzestać na biernym przejmowaniu wiedzy, ale musi prowadzić do samodzielnego myślenia i zaprawiać do twórczości, tak wychowanie duchowe powinno przyczynić się do harmonii wiedzy i życia, do istotnej asymilacji dóbr „niewidzialnych”, związania ich z całą treścią przeżyć psychicznych.
Praca społeczna, pojęta jako wychowanie, powinna obejmować równocześnie budzenie potrzeb, uświadamianie ideałów, organizowanie sił, uczenie techniki. Nie może ona jednak wdzierać się w tajniki życia indywidualnego i dążyć do przemocy duchowej. Dlatego od pracownika społecznego wymaga Radlińska życzliwego stosunku do wszelkich wartości, poszanowania zadatków indywidualnych, zjednoczenia się i zżycia duchowego z gromadą, wyćwiczenia w obcowaniu z ludźmi. Wartość jego pracy uzależnia Radlińska nie od tego, co on sam czyni, ale od tego, co potrafi wydobyć z gromady, wśród której i z którą pracuje. Ostrzega ona przed niewolniczym trzymaniem się wzorów tradycyjnych i apoteozowaniem przeżytków, jak również przed pochopnym obniżaniem tradycji. „Ulepszanie” życia musi iść w parze z poszanowaniem wartości jednostkowych i zbiorowych oraz z ciągłym ich harmonizowaniem.
Działalność wychowawcza powinna zmierzać do wytwarzania więzi szerszej, a to przez wciąganie jednostek do udziału w świadomym używaniu i tworzeniu dóbr kulturalnych. Powinna ona wczuć się w dynamikę życia społecznego, dostrzec linię kierunkową jego rozwoju i za pomocą solidarnej współpracy z innymi ogniskami służby społecznej przyczyniać się do urzeczywistnienia doskonalszej przyszłości.
Radlińska wskazywała, że pożądaną cechą opieki, a równocześnie miarą jej efektywności, jest ciągłe wprowadzanie podopiecznego na drogi samodzielności. Postulat ten stanowi konieczną przeciwwagę dla przynależnościowego mechanizmu opieki, a zwłaszcza dla niebezpieczeństwa zabijania zaradności i odpowiedzialności podlegającej opiece. Jego doniosłość polega na tym, iż wspomaga on jedną z podstawowych funkcji opieki – usamodzielnianie życiowe podopiecznego, a równocześnie stanowi kryterium jej właściwego przebiegu.
Od autorki tylu dzieł, pionierki w wyzwalaniu aktywności społecznej i kulturowej mas zaniedbanych, która przyczyniła się do rozwoju pedagogiki społecznej wymagałoby się zdefiniowania, lub wyjaśnienia, co za się kryje za pojęciem pedagogika społeczna, na polu, której tyle zdziałała jest, jednakże Helena Radlińska nigdy takiej definicji w swojej pracy nie zamieściła. Aleksander Kamiński zastanawiając się nad definicją pedagogiki społecznej napisał: Helena Radlińska zawsze unikała sformułowania definicji pedagogiki społecznej. (…) miała prawdopodobnie to samo poczucie, które towarzyszyło wszystkim dziesięcioleciom jej pracy: kształtowana przez nią gałąź pedagogiki wydawała się wciąż rozwijającą się, płynna, daleka od stabilizacji, od wyraźnego ograniczenia zasięgu: od ostatecznego zakotwiczenia się w określonym miejscu wielkiego zespołu nauk społecznych.

Uczciwość badacza, rzetelność
wykonawstwa należą do etosu pracownika
społecznego.

## Kalendarium życia, działalności i twórczości Heleny Radlińskiej[6]
| Rok                  | Wydarzenie |
| -------------------- | --- |
| 2 maja 1879          | Data przyjścia na świat Heleny Radlińskiej |
| 1893                 | Rozpoczęcie działalności w tajnych kółkach uczniowskich |
| 1895                 | Ukończenie szkoły średniej H. Czarnockiej w Warszawie |
| 1897                 | Radlińska zdała egzamin rządowy i uzyskała świadectwo uprawniające ją do nauczania w prywatnym szkolnictwie. Wydała Kto to był Mickiewicz? |
| 1902–1905            | Stała się działaczką Polskiej Partii Socjalistycznej, dodatkowo pracowała jako nauczycielka języka polskiego i historii oraz kończąc kursy pielęgniarskie była pielęgniarką w ambulatoriach Warszawskiego Towarzystwa Dobroczynności |
| 1903–1905            | Była czynną działaczką: Towarzystwa Pedagogicznego, Koła Wychowawców, Związku Towarzystw Samopomocy Społecznej, Polskiego Związku Nauczycielskiego, które były tajnymi stowarzyszeniami oświatowymi |
| 1905                 | Była w ścisłym gronie osób (obok J. Grodeckiego, S. Kalinowskiego, S. Sempołowskiej i innych) pilotujących strajk szkolny, będący sprzeciwem przeciwko rusyfikacji polskiego szkolnictwa |
| 1905                 | Mąż Radlińskiej, Zygmunt Radliński został skazany na zesłanie na Syberię za działalność polityczną. Radlińska towarzyszyła mężowi. Pod koniec roku 1906 Radlińscy uciekli z Zachodniej Syberii i zakwaterowali się w Krakowie, gdzie rozpoczęła się jej praca oświatowa w Uniwersytecie Ludowym im. A. Mickiewicza                                                          |
| 1906–1911            | Studia z historii średniowiecza i historii społecznej na Uniwersytecie Jagiellońskim pod kierunkiem S. Krzyżanowskiego i F. Bujaka |
| 1909                 | Jako uczestniczka II Polskiego Kongresu Pedagogicznego we Lwowie wygłosiła referat pt. Podstawy Wychowania narodowego |
| 1912                 | Opublikowała artykuł Początki pracy oświatowej w Polsce, stanowiący podwaliny jej pracy naukowej |
| 1913                 | Został wydany pod jej kierunkiem pierwszy polski podręcznik oświaty pozaszkolnej pt. Praca oświatowa, jej zadania, metody, organizacja |
| 1913–1917            | Współpracowała z Centralnym Biurem Szkolnym, Polskim Związkiem Ludowym, Związkiem Chłopskim, Polskim Stronnictwem Ludowym – Wyzwolenie, obozem niepodległościowym Józefa Piłsudskiego, Polskim Skarbem Wojskowym, Departamentem Wojskowym NKN, Polską Organizacją Wojskową, gdzie pełniła odpowiedzialne funkcje, była członkiem Naczelnego Komitetu Narodowego             |
| 1918                 | Radlińska w Warszawie na krótko podjęła pracę w Ministerstwie Wyznań Religijnych i Oświecenia Publicznego |
| 1919                 | Uczestniczyła w Sejmie Nauczycielskim |
| 1920–1921            | Brała udział w wojnie polsko-bolszewickiej jako oficer oświatowy do spraw walki z analfabetyzmem |
| 1919–1929            | Współpracowała z ruchem ludowym, współorganizowała Instytut Oświaty i Kultury im. S. Staszica, prowadzi Dział Oświaty Centralnego Związku Kółek Rolniczych, wspierała akcje oświaty pozaszkolnej Związku Młodzieży Wiejskiej RP „Wici”, redagowała „Rocznik Pedagogiczny”                                                                                                   |
| 1922                 | W Warszawie zaczęła swą działalność dydaktyczno-oświatową w Wolnej Wszechnicy Polskiej |
| 1925                 | Tworzyła Studium Pracy Społeczno-Oświatowej przy Wydziale Pedagogicznym WWP. Jej rozprawą habilitacyjną był Staszic jako działacz społeczny |
| 1927                 | Uzyskała tytuł profesora nadzwyczajnego historii i organizacji oświaty pozaszkolnej |
| 1929                 | Opublikowała dzieło pt. Książka wśród ludzi |
| 1929–1939            | W tych latach pełniła następujące funkcje: była prodziekanem WWP, dziekanem Wydziału Pedagogicznego, kierownikiem biblioteki, delegatem do Senatu WWP, członkiem Towarzystwa Oświaty Demokratycznej „Nowe Tory” |
| 1935                 | Wydała Stosunek wychowawcy do środowiska społecznego, gdzie znaleźć można podstawy koncepcji pedagogiki społecznej. Stała się posiadaczką Złotego Wawrzynu Akademickiego Polskiej Akademii Literatury |
| 1937                 | Ukazała się jej praca pt. Społeczne przyczyny powodzeń i niepowodzeń szkolnych będąca owocem kilkuletnich badań nad uwarunkowaniami wychowania. Jest to efekt współpracy Radlińskiej ze swoimi uczniami |
| 1938                 | Była uczestnikiem obrad I Ogólnopolskiego Kongresu Dziecka |
| 1939                 | Podczas okupacji została poważnie ranna. Cały jej dorobek, w tym materiały naukowe uległy spaleniu. Przebywała w klasztorze Sióstr Urszulanek SJK na warszawskim Powiślu, gdzie mając schronienie prowadziła tajne nauczanie. Dodatkowo była cały czas aktywna oświatowo i politycznie. Współpracowała m.in. z Armią Krajową, pisała poradniki, odezwy i programy społeczne |
| 1942–1944            | Uczestniczyła w tajnym nauczaniu WWP. Jej miejscem zamieszkania stały się Skierniewice |
| 1945                 | W Łodzi uruchamiała Zakład Pedagogiki Społecznej w nowo powstałym Uniwersytecie Łódzkim, w którym jej współpracownikami byli tacy działacze, jak: Ryszard Wroczyński, Aleksander Kamiński, Irena Lepalczyk |
| 1946                 | Tworzyła Polski Instytut Służby Społecznej przemianowany w 1948 roku w Polskie Towarzystwo Studiów Społecznych. Na zlecenie Ministerstwa Oświaty organizowała Wydział Społeczny Wyższej Szkoły Gospodarstwa Wiejskiego w Łodzi |
| 1945–1952            | Publikacje takich dzieł jak: Oświata dorosłych, Badania regionalne dziejów pracy społecznej i oświatowej, Egzamin z pedagogiki społecznej, Technika pierwszej pracy badawczej |
| 1947                 | Uzyskała tytuł profesora zwyczajnego pedagogiki społecznej |
| 1950                 | Została odsunięta od pracy dydaktycznej w Uniwersytecie w Łodzi, a jej prace trafiły na listę druków przeznaczonych na przemiał |
| 1952                 | Zamknięcie Katedry Pedagogiki Społecznej Uniwersytetu Łódzkiego |
| 10 października 1954 | Śmierć. Została pochowana w Warszawie na Powązkach |

## Koncepcja pedagogiki społecznej według Heleny Radlińskiej
Koncepcja pedagogiki społecznej Heleny Radlińskiej jest koncepcją specyficzną. Przyjmuje ona dość szeroki sposób rozumienia świata społecznego. Jej poglądy w tym względzie są wypadkową wielu ówczesnych teorii społecznych, odnoszących się do życia społecznego, teorii przyjmowanych na gruncie filozofii społecznej, socjologii, czy też przyjmowanych w ówczesnej odradzającej się polskiej polityce społecznej. Koncepcja pedagogiki społecznej Heleny Radlińskiej jest wysoce humanistyczna i personalistyczna, gdyż w centrum jej koncepcji znajduje się człowiek i troska o rozbudzenie jego twórczej aktywności społecznej.

## Ordery i odznaczenia
- Krzyż Niepodległości (16 września 1931)[8]
- Krzyż Kawalerski Orderu Odrodzenia Polski (7 listopada 1925)[9]
- Złoty Wawrzyn Akademicki (5 listopada 1935)[10]

## Helena Radlińska jako patron
- Decyzją Prezydium Rządu w 1975 została ustanowiona nagroda im. Heleny Radlińskiej. Nagrodę przyznawał Minister Kultury i Sztuki[11].
- Jej imię noszą: Szkoła Podstawowa nr 192 w Łodzi, Biblioteka Pedagogiczna w Siedlcach, Biblioteka Pedagogiczna w Szczecinie, ulice w Łodzi i Oleśnicy.

## Ważniejsze prace
- Helena Radlińska, Kto to był Mickiewicz?, Warszawa 1897.
- Podstawy wychowania narodowego w oprac. Helena Radlińska, w: Księga pamiątkowa II Polskiego Kongresu Pedagogicznego odbytego w dniach 1 i 2 listopada 1909 we Lwowie, oprac. Jan Kornecki, Lwów 1910.
- Helena Radlińska, Na ziemi polskiej przed wielu laty, Warszawa 1911.
- Praca oświatowa, jej zadania, metody, organizacja, Helena Radlińska (red.), Kraków 1913.
- Helena Radlińska, Jak prowadzić biblioteki wędrowne: wskazówki i przykłady, Toruń 1922.
- Helena Radlińska, Książka wśród ludzi, Warszawa 1934.
- Helena Radlińska, Służba społeczna pielęgniarki, Warszawa 1935.
- Helena Radlińska, Stosunek wychowawczy do środowiska społecznego. Szkice z pedagogiki społecznej, Warszawa 1935.
- Społeczne przyczyny, Społeczne przyczyny powodzeń i niepowodzeń szkolnych, Helena Radlińska (red.), Warszawa 1935.
- Helena Radlińska, Oświata dorosłych: zagadnienia – dzieje – formy – pracownicy – organizacja, Warszawa 1947.
- Helena Radlińska, Egzamin z pedagogiki społecznej: przegląd treści wykładów, Łódź 1951.
- Helena Radlińska, Pisma pedagogiczne T. 1-3, Wrocław 1961.